# Roche Percée (Cantal)
Pour les articles homonymes, voir Roche Percée.
La Roche Percée est une grotte et un habitat troglodyte médiéval située sur la commune de Laveissière dans le Cantal.

## Situation
La grotte se situe à flanc de falaise sur les hauteurs du hameau de Fraisse-Haut (commune de Laveissière) dans la vallée de l'Alagnon en Haute-Auvergne. 

## Description
Cet habitat troglodyte médiéval se divise en trois niveaux, taillés en ciseau, reliés par des escaliers. À proximité de l'entrée se trouve une demoiselle coiffée. 
La grotte a été sommairement sécurisée par la commune grâce à des rampes en fer facilitant la découverte de l'ensemble de la grotte. Son accès se fait soit depuis le PR jaune partant de Fraisse-Haut (250 mètres de dénivelé), soit depuis le GR 400 passant au-dessus et reprenant le chemin de Saint-Jacques de Compostelle.

## Histoire
Aucun document à son sujet ne nous est parvenu, mais certains indices laissent penser que son occupation remonte à très longtemps. La Roche Percée puise ses origines probablement de la Préhistoire, sa situation protégeant l'Homme de tous prédateurs. Les écrits de Grégoire de Tours stipulent une occupation pendant l'Antiquité, où elle servait de repli pour les habitants de la vallée en cas d'invasion ennemie. Puis elle servit évidemment de lieu d'ermitage pendant le Moyen Âge, notamment pour, selon la légende, Calupan, un des premiers évangélisateurs de Haute-Auvergne, qui aurait vécu en ermitage une grande partie de sa vie à la Roche Percée. Enfin, elle servit d'abri pastoral pour les bergers, jusqu'au début du XXe siècle où deux femmes l'occupaient.